# 히시카와 릿카
히시카와 릿카(일본어: 菱川 六花 ひしかわ りっか[*], 한국명 : 루시아)는 토에이 애니메이션 제작의 애니메이션《심쿵! 프리큐어》에 등장하는 가공의 인물. 애니메이션에서 목소리를 연기한 성우는 일본판은 코토부키 미나코, 한국판은 강시현.

## 프로필
※ 일본판 / 한국판 順
| 히시카와 릿카 / 루시아 | 히시카와 릿카 / 루시아                       |
| ---------------------- | -------------------------------------------- |
| 성별                   | 여자                                         |
| 나이                   | 14세                                         |
| 생일                   | 9월 17일                                     |
| 별자리                 | 처녀자리                                     |
| 신분                   | 학생                                         |
| 소속                   | 오가이 제1중학교 / 가온 중학교 학생회 서기   |
| 가족관계               | 아버지(히시카와 유조), 어머니(히시카와 료코) |
| 변신명                 | 큐어 다이아몬드(Cure Diamond)                |
| 퍼스널 컬러            | 파란색                                       |
| 속성                   | 얼음                                         |
| 등장 프리큐어 시리즈   | 두근두근! 프리큐어 / 심쿵! 프리큐어          |

## 인물소개
오가이 제1중학교 2학년생으로 학생회 서기를 맡고 있으며 전국 모의고사에서 항상 상위 10위권에 드는 수재이다. 아버지는 사진작가이며 어머니는 의사로 장래에 어머니와 같은 의사를 목표로 꿈을 갖고있다.
아이다 마나와는 소꿉친구 사이로 항상 마나의 곁을 따라다니며 도와준다. 오지랖넓고 남 도와주기 좋아하는 마나와 정반대로 앞에 나서는 것을 좋아하지 않으며 조용하게 학교 생활을 보내길 원하였으나 마나를 챙기면서 자신 역시 마나에게 용기를 얻고 의지하는 성향이 있다. 
학업에 게을리지 않고 매사 성실한 우등생이며 지적호기심과 관찰력이 뛰어나서 미심쩍은게 있으면 바로 조사해봐야 직성이 풀리는 타입. 차분하면서도 논리적이고 분명하게 말하는 성격이다. 
큐어 다이아몬드로 변신하기 이전에 눈앞에서 마나가 프리큐어로 변신하는 모습을 목격하였는데 그 모습을 보고 놀란 적이 있었으며 큐어 하트가 지코츄에 의해 돌로 변하였을 때 장치를 누르다가 자신 역시 돌로 변한 적이 있었다.   
한때 이라가 기억상실에 걸려서 부상을 입었을 때 적임에도 불구하고 그를 간호하였던 적이 있으며 갓난아기 때 자신을 정성껏 돌봐준 어머니의 마음을 생각하며 이라에 의해서 위기에 처하여 울음을 터뜨리는 아이짱을 모성애의 마음으로 안아주기도 하였다.
레지나와 엮이는 마나와 마찬가지로 적진에 있는 이라와 엮이는 경우가 나온다.  

## 큐어 다이아몬드
"지혜의 빛! 큐어 다이아몬드!!" (일본어: 英知の光! キュアダイヤモンド!!) 
지혜의 프리큐어로 변신한 모습. 이미지 색은 파란색.
남색머리에서 파스텔 블루의 거대한 포니테일 스타일로 변한다. 
전투시에는 보조 역할을 하는 책략가로 대부분 상대를 얼리는 기술을 갖고있다. 

### 필살기
- 트윙클 다이아몬드[6]
- 프리큐어 다이아몬드 샤워
- 다이아몬드 블리자드
- 다이아몬드 스워클